# وهیب الغانم
وهیب الغانم (عربی: وهيب الغانم) (۱۹۱۹–۲۰۰۳) متفکر ملی عرب در عراق و سوریه و یکی از بنیان‌گذاران حزب سوسیالیست بعث (۱۹۱۹ تا ۲۰۰۳). وی در انطاکیه در استان اسکندرون در یک خانواده متوسط متولد شد.

## فعالیت‌ها
پدرش شیخ صالح الغانم مدیر یک مدرسه ابتدائی در این منطقه بود. وی در دهه ۳۰ قرن گذشته مورد توجه مردم عرب در این منطقه بود. او یکی از اعضای هیئت شاخه این استان بود. وی یک سخنران چیره‌دست و در عین حال نماینده مردم استان در هرگونه مذاکراتی بود.

## بنیان‌گذاری حزب
او یکی از اعضای هیئت اعزامی به منطقه قرنایل (لبنان) در ۱۹۳۳ بود. وی با زکی الارسوزی عضو بنیان‌گذار حزب سوسیالیستی بعث در سال ۱۹۴۰ در دمشق گروه کار ملی را پایه‌گذاری کرد. خانه او در منطقه السبکی اولین مقر این حزب بود. وی اولین طبیب سوری بود که در این منطقه (لواء) از دانشگاه سوریه فارغ‌التحصیل شده بود. وی در سال ۱۹۴۳ بعد از فارغ‌التحصیلی از دانشگاه، لاذقیه را به عنوان مقر حزب بعث انتخاب کرد. وی در سال ۱۹۴۶ از لاذقیه به دمشق منتقل شد و در رهبری حزب بعث که از میشل عفلق و صلاح بیطار و مدحت بیطار و تعداد زیادی از اعضای حزب تشکیل شده بود، برای ادغام دو شعبه حزب در یک حزب واحد تلاش کرد و به این توافق رسیدند که هرکدام از طرفین یک اساسنامه برای طرح در مجلس مؤسسان در دمشق بین ۳ تا ۷ آوریل ۱۹۴۷ آماده کنند. بعد از اولین جلسه مؤسسان غانم به عنوان عضو دفتر اجرائی حزب انتخاب شد. تعداد اعضای این حزب ۵ نفر بود. از بین خود استاد میشل عفلق را به عنوان دبیر حزب انتخاب کردند. غانم پیش‌نویس بیانیه حزب را در بحث اتحاد دو حزب سوری – عراقی در سال ۱۹۵۰تنظیم کرد.

## رهبری حزب
درگیریهایی که تحت عنوان جنگ ریجی در لاذقیه صورت گرفت را وی رهبری کرد و بعد از جمع‌آوری هزاران امضا و تلگراف و ده‌ها تظاهرات و بعد از تظاهرات بزرگ حلب که ده‌ها مجروح برجای گذاشت برق که یک امتیاز فرانسوی در سوریه بود ملی اعلام شد. این اولین نهضت ملی شدن نه تنها در سوریه بود بلکه در سراسر جهان عرب بود. در این جریان وزیر بهداشت از طرف حزب در سال ۱۹۵۵ انتخاب شد. وی هم چنین رهبری هیئت حزب بعث را در مذاکرات با حزب سوسیالیست عرب به خاطر ادغام این دو حزب در سال ۱۹۵۲ سرپرستی کرد.

## تالیفات
یکی از دست نوشته‌های او ترجمه سخنرانیهایی است که در دانشگاه برلین برای دانشجویان ایراد کرده‌است. از تألیفات چاپ شده او عبارت است از کتابی بنام (ریشه‌های واقعی و تفکراتی که مبانی حزب عربی بعث را تشکیل می‌دهد) که در سال ۱۹۹۴ چاپ شده. وی یک دیوان شعر ملی اجتماعی و هم چنین اشعار مردمی است را به رشته تحریر درآورد هم چنین مقالات متعددی در روزنامه‌ها و مجلات سوری و لبنانی از او درج شده‌است.